# Định luật Littlewood
Định luật Littlewood chỉ ra rằng một người có thể trải qua các sự kiện có tỷ lệ một phần triệu (theo định nghĩa của luật, "phép màu") khoảng một lần mỗi tháng.

## Lịch sử
Định luật Littlewood do Giáo sư Đại học Cambridge John Edensor Littlewood đặt ra, và được xuất bản năm 1986 trong tác phẩm tổng hợp những công trình của ông, Hợp tuyển của một nhà toán học. Định luật này hạ thấp một điều mà hiện tượng học siêu nhiên đề cao và có liên quan đến luật số lớn mạnh.

## Mô tả
Littlewood định nghĩa phép màu là một sự kiện đặc biệt, có ý nghĩa đặc biệt, xảy ra với tần suất một phần triệu. Ông giả định rằng con người tỉnh táo trong khoảng tám giờ mỗi ngày, và sẽ nhìn hoặc nghe thấy một "sự kiện", đặc biệt hoặc không đặc biệt, mỗi giây.
Vậy, với những giả định trên, trong 35 ngày, một người sẽ trải qua một triệu sự kiện. Theo định nghĩa phép màu của Littlewood, trung bình một phép màu sẽ xảy đến với một người mỗi 35 ngày. Do đó, theo lập luận này, những sự kiện trông có vẻ kỳ diệu thực ra chỉ là chuyện bình thường.